# Ang Lee

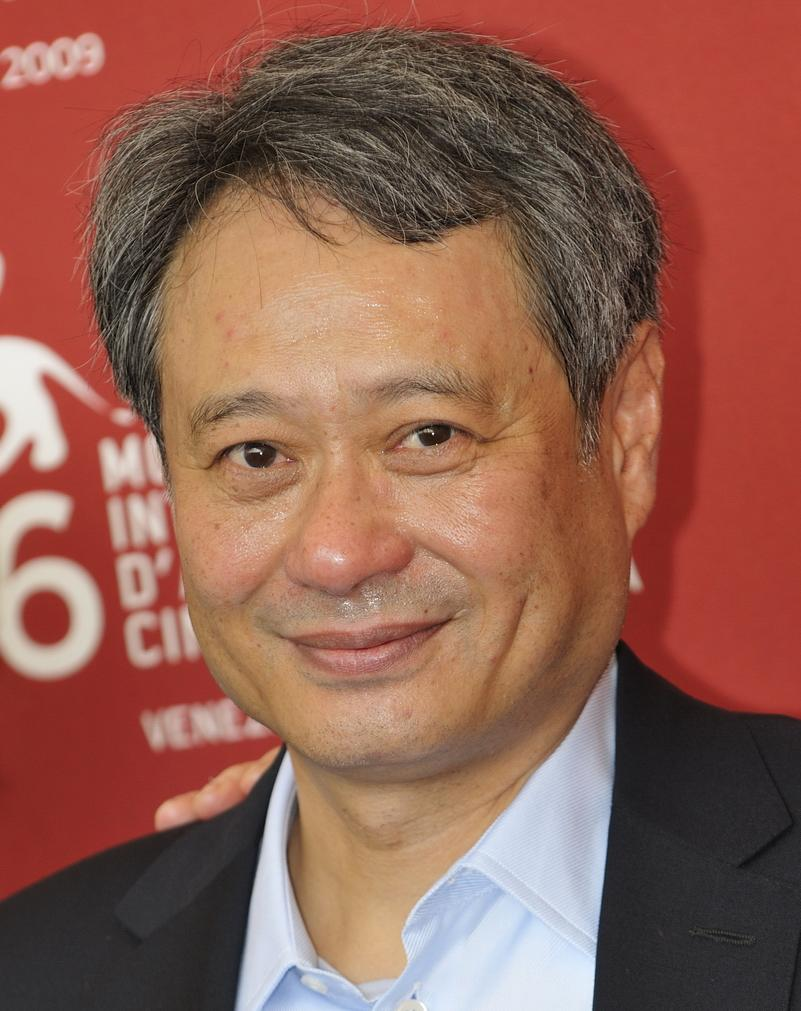
Ang Lee, 2009

Ang Lee (chinesisch 李安, Pinyin Lǐ Ān, IPA (hochchinesisch) [lʲǐːǣn]; * 23. Oktober 1954 in Chaozhou, Landkreis Pingtung, Taiwan) ist ein taiwanischer Filmregisseur, Drehbuchautor und Produzent. Er ist als vielfach ausgezeichneter Regisseur bekannt für so unterschiedliche Filme wie Eat Drink Man Woman, die Jane-Austen-Adaption Sinn und Sinnlichkeit und den Martial-Arts-Film Tiger and Dragon. Für seine Filme Brokeback Mountain (2005) und Life of Pi: Schiffbruch mit Tiger (2012) wurde er jeweils mit dem Oscar in der Kategorie Beste Regie ausgezeichnet.

## Leben
Ang Lee wurde 1954 in Taiwan geboren. Seine Eltern, Emigranten aus China, lernten sich in Taiwan kennen, Lee ist ihr ältester Sohn. Die Großeltern väterlicher- und mütterlicherseits sind im Zuge der kommunistischen Revolution in China ums Leben gekommen. Da sein Vater als Lehrer häufiger die Arbeitsstelle wechselte, wuchs Ang Lee in verschiedenen Städten Taiwans auf.
Entgegen den Wünschen seiner Eltern, wie sein Vater eine klassische akademische Laufbahn einzuschlagen, interessierte sich Lee für das Schauspiel und absolvierte mit ihrem Einverständnis zunächst ein Theater- und Filmstudium in Taipeh. Im Anschluss daran ging er 1978 in die USA, um an der Universität von Illinois in Urbana-Champaign Theaterwissenschaft und -regie zu studieren. Nach dem Erwerb seines B.A. in Illinois verlegte er sich ganz auf das Studium der Film- und Theaterproduktion an der Universität von New York, das er 1985 mit einem Master abschloss. Danach entschloss er sich, mit seiner ebenfalls aus Taiwan stammenden Ehefrau zusammen in den USA zu bleiben.
Sein Interesse verschob sich trotz erster Erfahrungen mit dem Super-8-Film in Taiwan erst spät ganz auf Filmregie und -produktion – auch weil Lee seinen Berufswunsch seiner Familie und insbesondere seinem Vater gegenüber lange Zeit nicht eingestehen wollte.
Nach dem Studium konnte er zunächst keine eigenen Projekte umsetzen. Erst ab 1992, als er seinen ersten Langfilm fertigstellte, zeichnete sich eine kontinuierliche Karriere als Regisseur ab.
Als seine bisher größte Erfolge – sowohl beim Publikum als auch bei der Kritik – gelten das Martial-Arts-Drama Tiger and Dragon mit einer pan-asiatischen Starbesetzung und der Post-Western-Liebesfilm Brokeback Mountain mit Heath Ledger und Jake Gyllenhaal. Für Letzteren bekam Lee 2006 als erster asiatisch-stämmiger und nicht-weißer Regisseur den Oscar für die beste Regie. Außerdem wurden Lees Filme, neben vielen weiteren Preisen, mit mittlerweile zwei Goldenen Bären der Berlinale und zwei Goldenen Löwen der Filmfestspiele von Venedig ausgezeichnet.
Lee ist seit 1983 mit der Mikrobiologin Jane Lin verheiratet. Sie leben in White Plains, Westchester County, im Bundesstaat New York. Aus der Ehe stammen die Söhne Haan (* 1984) und Mason (* 1990). Ang Lee besitzt eine United States Permanent Resident Card.

## Filmisches Werk
Nach seinen ersten Filmerfahrungen in Taiwan setzte sich Lee erst wieder während seines Studiums in den USA ernsthaft mit dem Filmemachen auseinander. Im Rahmen seines Studiums in New York drehte er einige Kurzfilme und wirkte unter anderem beim Abschlussdreh seines Studienkollegen Spike Lee als Regieassistent mit. Sein eigener Abschlussfilm Fine Line gewann 1985 zwei Preise beim renommierten Filmfest seiner Universität. Erst 1992 gelang es ihm, nach dem Gewinn eines hochdotierten Drehbuchwettbewerbs in Taiwan, den ersten einer Reihe von drei Filmen zu drehen, die west-östliche Konflikte taiwanischer Familien zum Thema haben.

### 1992–1994: Die „Father-Knows-Best“-Trilogie
Diese ersten drei Langfilme, die Lee realisieren konnte, werden im Allgemeinen unter dem Begriff Father Knows Best gefasst. Diese Bezeichnung geht auf die wiederkehrende Figur des chinesischen Familienoberhaupts, gespielt jeweils vom taiwanischen Schauspieler Sihung Lung, zurück. Die drei Filme thematisieren, wie später noch öfter bei Ang Lee, familiäre Probleme, die aus dem Konflikt zwischen Selbstbestimmung und Tradition, zwischen Innen und Außen, zwischen Ost und West sowie zwischen den Generationen herrühren. Die Filme sind allesamt US-amerikanisch-taiwanische Koproduktionen. Anders als bei allen bislang folgenden Projekten handelt es sich bei den ersten Filmen Lees nicht um Adaptionen, sondern um Filme nach von ihm selbst geschriebenen Originaldrehbüchern.
Der erste Film, Schiebende Hände (1992), handelt vom Einzug eines chinesischen Vaters bei seinem erwachsenen Sohn und der US-amerikanischen Schwiegertochter in New York und den interkulturellen Problemen, die in der neuen Wohngemeinschaft entstehen. Dies war die erste Zusammenarbeit zwischen Lee und dem Drehbuchautor und Produzenten James Schamus – seitdem bildeten die beiden bei jedem Film Lees eine enge Arbeitsgemeinschaft. Wie in den beiden folgenden Filmen schrieben sie auch gemeinsam das Drehbuch. In allen weiteren Filmen Lees (mit Ausnahme des Kurzfilms The Hire: Chosen) hat Schamus seither entscheidende Funktionen ausgeübt.
Auch die regelmäßige Zusammenarbeit mit dem Filmeditor Tim Squyres nahm in Lees Erstling ihren Anfang. Mit Ausnahme des Erfolgsfilms Brokeback Mountain von 2005 hat Squires jeden Film, den Ang Lee gedreht hat, geschnitten.
Nach dem Erfolg seines Erstlings konnte Lee als Nächstes Das Hochzeitsbankett (1993) drehen, eine Komödie über die fingierte Eheschließung eines homosexuellen Exil-Taiwaners in den USA. Erneut taucht hier die Figur des strengen, aber weisen Familienoberhaupts auf. Hatte Schiebende Hände zunächst vor allem in Taiwan für Aufmerksamkeit (und Preise) gesorgt, wurde mit dem zweiten Langfilm Lees auch Europa auf den aufstrebenden Regisseur aufmerksam: Der Film erhielt bei der Berlinale 1993 den Goldenen Bären als Bester fremdsprachiger Film und war zudem für einen Oscar nominiert. Er gilt darüber hinaus als einer der profitabelsten Low-Budget-Filme des Jahres 1993. Mit nur einer Million US-Dollar Produktionskosten erzielte er ein Einspielergebnis von über 23 Millionen US-Dollar.
Sihung Lung ist auch im letzten Teil der Trilogie, Eat Drink Man Woman (1994), die „kongeniale Verkörperung des chinesischen Familienoberhaupts“, das „Zentrum dieser Maskeraden, in denen es darum geht, ein altes Gesicht zu wahren und dann zu lernen, es zu verlieren, um ein neues, lebenstauglicheres zu gewinnen.“ Dieses Mal ist er der verwitwete Vater dreier Töchter, die ihr Leben und ihre Lieben auf unterschiedliche Art angehen und dabei ebenfalls innerfamiliäre Konflikte klären müssen. Eat Drink Man Woman wurde, anders als seine Vorgänger, in Taipeh gedreht. Im Mittelpunkt des Films stehen (der Titel deutet es an) die Liebe und das Essen. Ang Lee, privat ein passionierter Koch, legte hierbei besonders großen Wert auf die kulinarische Komponente als Stilmittel und konzipierte die Hauptfigur des älteren Witwers als berühmten Koch.

### 1995–1999: Dreimal anglo-amerikanische Geschichte
Mit dem Angebot der Produzentin Lindsay Doran, die von der britischen Schauspielerin Emma Thompson verfasste Adaption des Romans Verstand und Gefühl von Jane Austen in Großbritannien zu drehen, eröffnete sich Lee eine lange ersehnte neue Perspektive jenseits asiatisch geprägter Stoffe.
In einer neuen Trilogie setzt er sich mit unterschiedlichen Kulturen auseinander:
- Sinn und Sinnlichkeit ist die Verfilmung des Romans der englischen Schriftstellerin Jane Austen;
- Der Eissturm spielt in den USA der 1970er Jahre;
- Ride with the Devil ist im Amerikanischen Bürgerkrieg angesiedelt.

### 2000–heute: Pendeln zwischen West und Ost
Tiger and Dragon sowie Hulk sind sehr unterschiedliche Action-Filme. Mit Tiger and Dragon gewann Lee zwei Golden Globes. Das Werk wurde außerdem mit vier Academy Awards (Oscars) prämiert, darunter der Trophäe für den besten fremdsprachigen Film. Für diesen Film wurde er 2001 auch mit einem Chlotrudis Award ausgezeichnet, seinen zweiten Chlotrudis erhielt er 2006 für Brokeback Mountain.
Für Brokeback Mountain wurde Lee mit einer Vielzahl von Filmpreisen geehrt, darunter mit dem Oscar für die beste Regie, dem Goldene Löwen der Filmfestspiele von Venedig sowie der Auszeichnung der Hollywood Foreign Press Association als bester Regisseur des Jahres. 2007 verfilmte er mit Gefahr und Begierde eine Kurzgeschichte von Eileen Chang. Der Thriller spielt zur Zeit des Zweiten Weltkriegs in Shanghai und handelt von einer jungen chinesischen Agentin (gespielt von Tang Wei), die beauftragt wird, einen hochrangigen Verräter (Tony Leung Chiu Wai) zu liquidieren. Lees erste chinesischsprachige Spielfilmproduktion seit Tiger and Dragon war 2007 im offiziellen Wettbewerb der 64. Filmfestspiele von Venedig vertreten und brachte ihm erneut den Goldenen Löwen ein. Im selben Jahr wurde Gefahr und Begierde als offizieller taiwanischer Beitrag für die Nominierung um den besten fremdsprachigen Film bei der Oscar-Verleihung 2008 ausgewählt, später aber auf Empfehlung der Academy of Motion Picture Arts and Sciences wieder zurückgezogen und durch Chen Huai-Ens Lian xi qu (練習曲 Liànxíqǔ) ersetzt.
Ende Februar 2009 wurde bekannt gegeben, dass Lee die Jury der 66. Filmfestspiele von Venedig leiten werde. Zwei Monate später erhielt er für seine Komödie Taking Woodstock eine Einladung in den Wettbewerb der 62. Internationalen Filmfestspiele von Cannes.
2013 wurde er in die Wettbewerbsjury des 66. Filmfestivals von Cannes berufen.

## Stil
Ang Lee ist ein international anerkannter und erfolgreicher Regisseur und gilt als einer der vielseitigsten Filmemacher der letzten Jahre. Häufig behandelt Lee in seinen Filmen das Thema Familie auf eine Art und Weise, die autobiographische Züge seines eigenen Lebens trägt. Er lässt seine Umgebung ganz bewusst auf sich einwirken und bringt diese in seine Filme ein.

„Meine besten Ideen kommen immer aus dem Nichts. Und manchmal muss ich ins Nichts gehen, damit sie zu mir kommen. Es ist nicht so, dass ich die Augen schließe und Bilder sehe. Die Bilder finden mich.“

Kennzeichnend für die meisten seiner Filme ist eine wenig geradlinige Erzählstruktur, die die Charaktere und die Geschichte aus verschiedenen Blickwinkeln darstellt. Er verknüpft die Konflikte des menschlichen Lebens mit traditionellen und innovativen Stilelementen.
Für Ang Lee sind die klassisch-soliden Erzählstrukturen zu langweilig, daher kombiniert er verschiedene Genres und Epochen. Er selbst sagte einmal:„Ich hoffe, ich werde 300 Jahre alt und kann alle Filmgenres ausprobieren, sie mixen und verdrehen und alles über sie lernen.“ (Ang Lee: )

## Filmografie

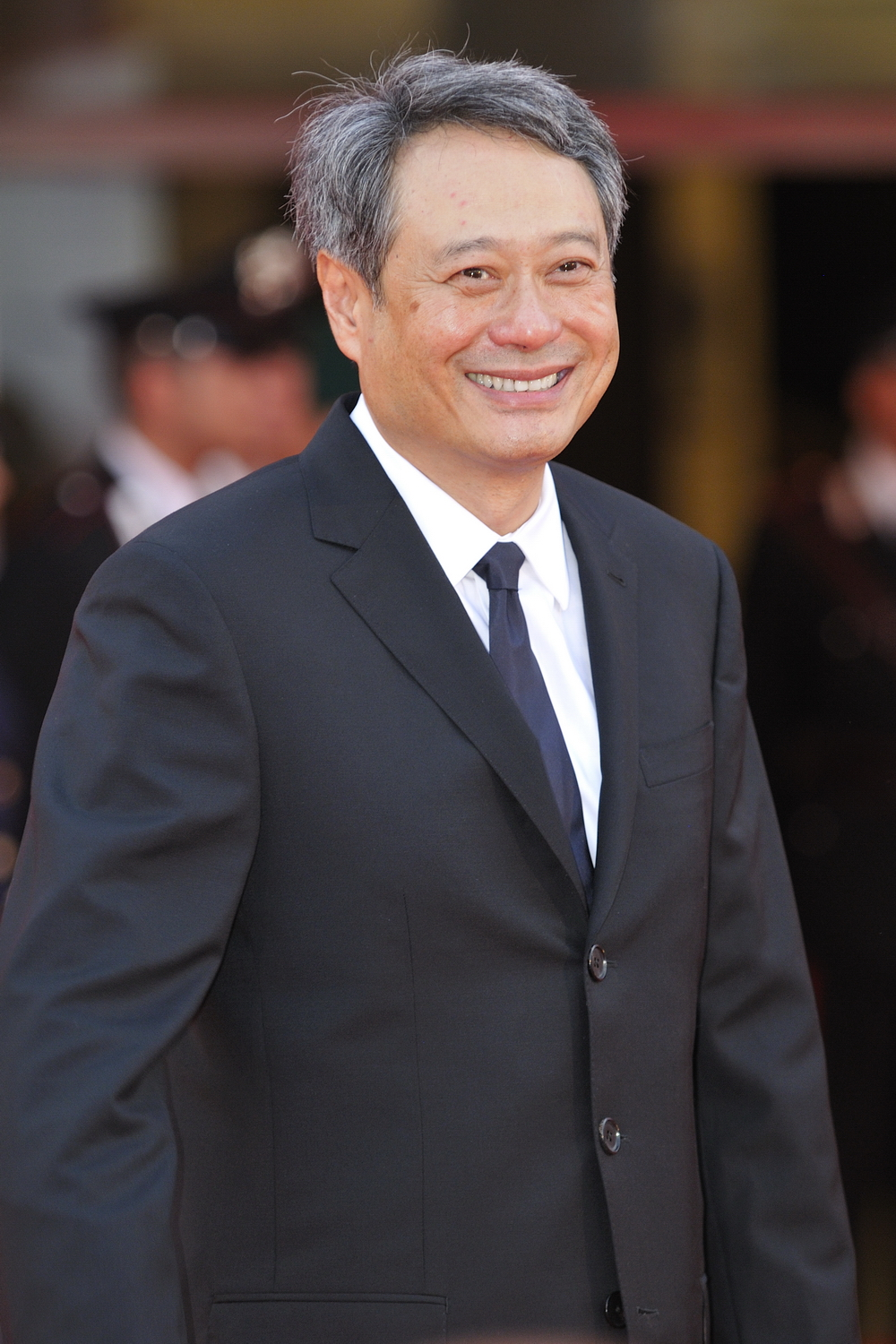
Ang Lee bei den 66. Filmfestspielen von Venedig 2009

- 1982: Shades of the Lake – Kurzfilm
- 1984: Fine Line – Kurzfilm
- 1992: Schiebende Hände (Pushing Hands, Tui Shou)
- 1993: Das Hochzeitsbankett (The Wedding Banquet, Xiyan)
- 1994: Eat Drink Man Woman (Yinshi nannü)
- 1995: Sinn und Sinnlichkeit (Sense and Sensibility)
- 1997: Der Eissturm (The Icestorm)
- 1999: Ride with the Devil
- 2000: Tiger and Dragon (auch: Crouching Tiger, Hidden Dragon, Wohu canglong)
- 2001: The Hire: Chosen – Kurzwerbefilm für eine Automarke
- 2003: Hulk
- 2005: Brokeback Mountain
- 2007: Gefahr und Begierde (Se, Jie)
- 2009: Taking Woodstock
- 2012: Life of Pi: Schiffbruch mit Tiger (Life of Pi)
- 2016: Die irre Heldentour des Billy Lynn (Billy Lynn’s Long Halftime Walk)
- 2019: Gemini Man

## Auszeichnungen (Auswahl)
Oscarverleihung

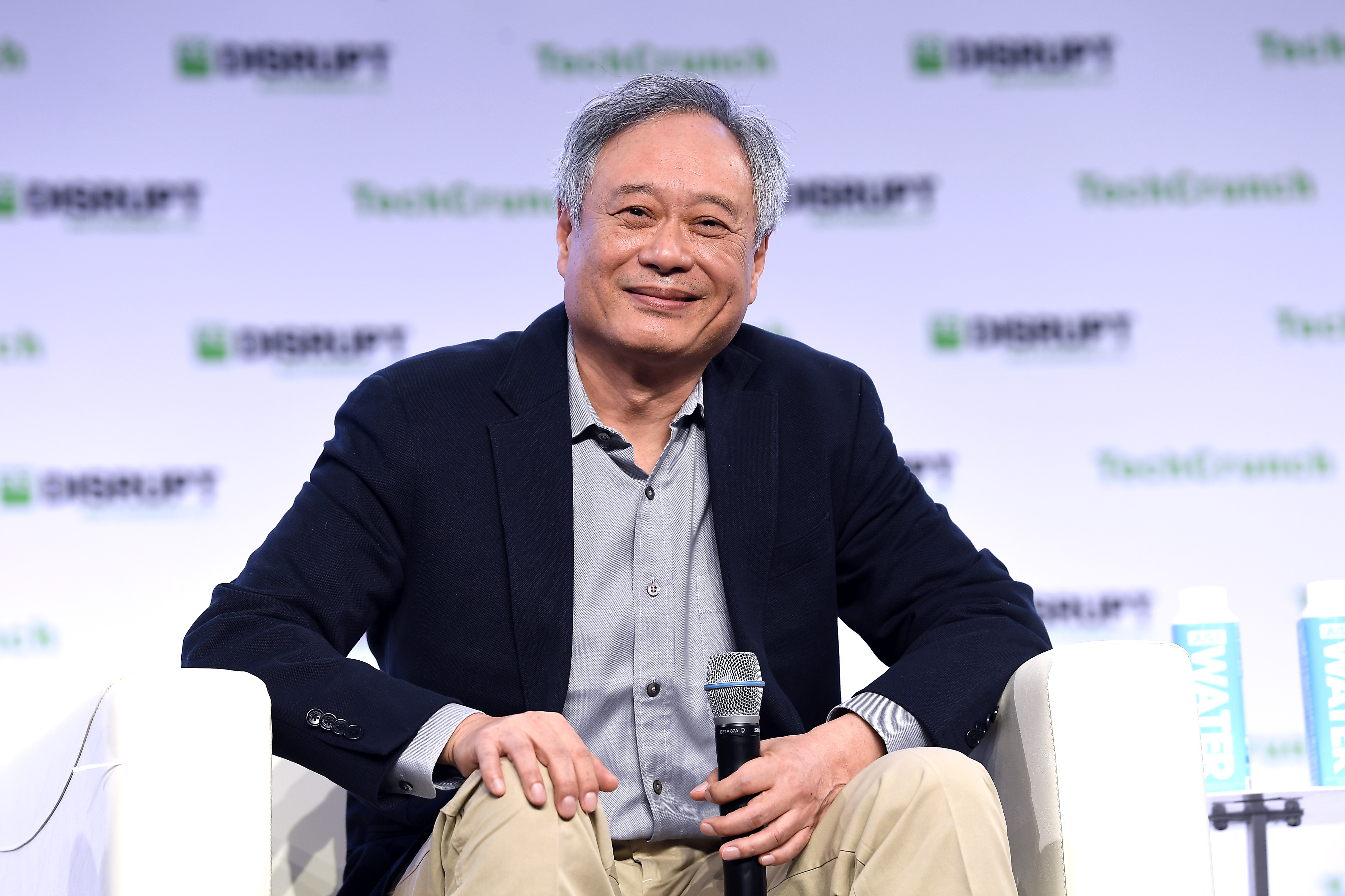
Ang Lee in San Francisco, 2019

- 2001: Auszeichnung in der Kategorie Bester fremdsprachiger Film für Tiger and Dragon
- 2001: Nominierung in der Kategorie Beste Regie für Tiger and Dragon
- 2001: Nominierung in der Kategorie Bester Film für Tiger and Dragon
- 2006: Auszeichnung in der Kategorie Beste Regie für Brokeback Mountain
- 2013: Auszeichnung in der Kategorie Beste Regie für Life of Pi: Schiffbruch mit Tiger
- 2013: Nominierung in der Kategorie Bester Film für Life of Pi: Schiffbruch mit Tiger

Golden Globe Award
- 1996: Nominierung in der Kategorie Beste Regie für Sinn und Sinnlichkeit
- 2001: Auszeichnung in der Kategorie Beste Regie für Tiger and Dragon
- 2006: Auszeichnung in der Kategorie Beste Regie für Brokeback Mountain
- 2013: Nominierung in der Kategorie Beste Regie für Life of Pi: Schiffbruch mit Tiger

Directors Guild of America Award
- 1996: Nominierung in der Kategorie Beste Spielfilmregie für Sinn und Sinnlichkeit
- 2001: Auszeichnung in der Kategorie Beste Spielfilmregie für Tiger and Dragon
- 2006: Auszeichnung in der Kategorie Beste Spielfilmregie für Brokeback Mountain
- 2013: Nominierung in der Kategorie Beste Spielfilmregie für Life of Pi: Schiffbruch mit Tiger

Weitere Auszeichnungen
- 1992: Bester Film des Asia-Pacific Film Festivals für Schiebende Hände[17]
- 1993: Goldener Bär der Berliner Filmfestspiele für Das Hochzeitsbankett
- 1993: Golden Horse Beste Regie für Das Hochzeitsbankett
- 1996: Goldener Bär der Berliner Filmfestspiele für Sinn und Sinnlichkeit
- 1997: Bundesfilmpreis für den besten ausländischen Film mit Sinn und Sinnlichkeit
- 2000: Golden Horse Bester Film für Tiger and Dragon
- 2001: Hong Kong Film Award für Tiger and Dragon
- 2002: Aufnahme in die American Academy of Arts and Sciences
- 2005: Goldener Löwe des Filmfestivals in Venedig für Brokeback Mountain
- 2007: Golden Horse Beste Regie für Gefahr und Begierde
- 2007: Goldener Löwe des Filmfestivals in Venedig für Gefahr und Begierde
- 2024: Praemium Imperiale in der Kategorie Theater/Film[18]